# Krytá cesta

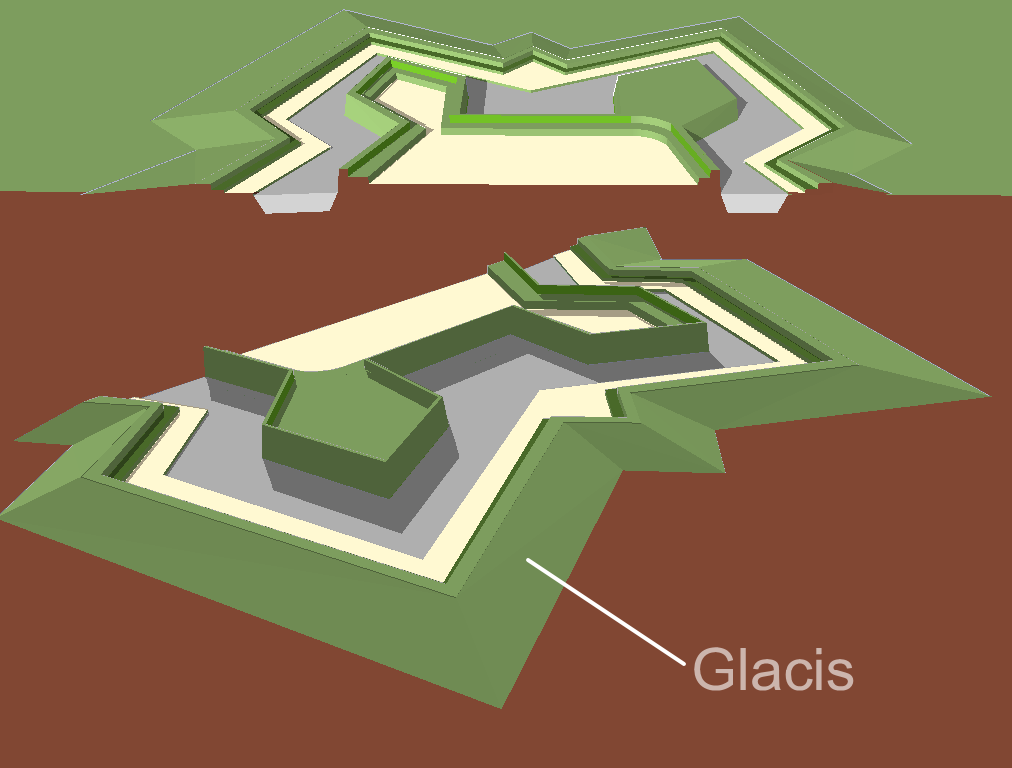
Glacis je zeleně, krytá cesta bíle

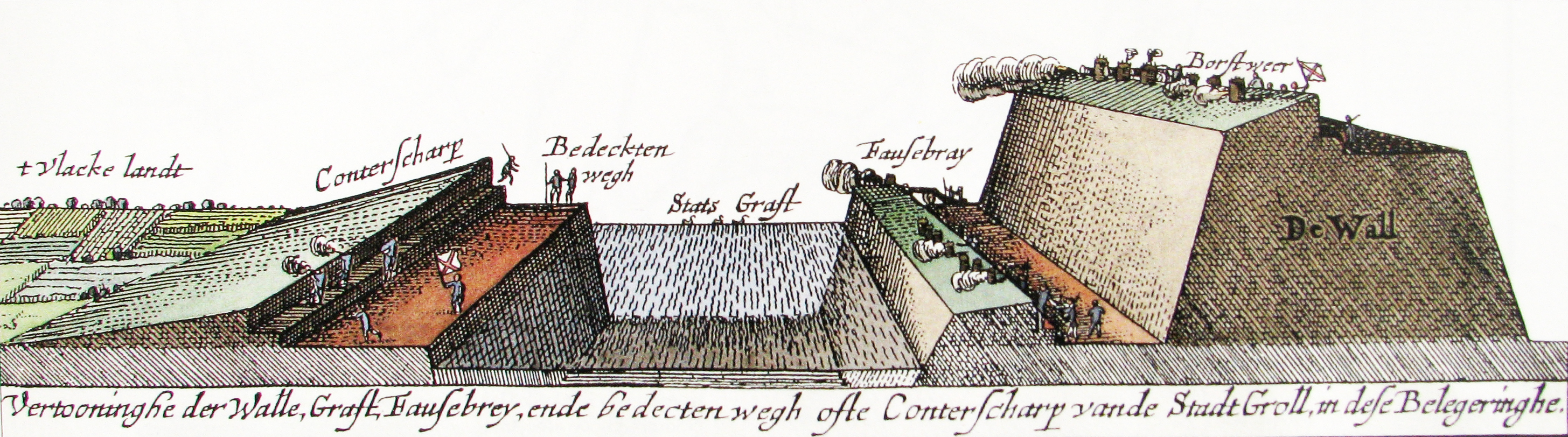
Řez barokním opevněním (Groenlo 1627). Glacis a krytá cesta jsou vlevo

Krytá cesta (franc. Chemin couvert) je komunikace obíhající bastionovou (klešťovou, polygonální) pevnost na povrchu kontreskarpy a sledující vnější hranu příkopu. 

## Popis
Tento fortifikační prvek se začal masově užívat u bastionové opevňovací soustavy. Směrem do předpolí byla cesta vybavena banketem, event. palisádou a chráněna vnějším valem, tzv. glacis. Díky glacis byl pohled na komunikaci skryt očím obléhatelů, proto také název krytá cesta. Komunikace sloužila jako vnější obranná linie umožňující kryté přesuny pěchoty a díky shromaždištím v místech zalomení též jako základna k výpadům posádky. Ze shromaždišť byly zřizovány východy na glacis často kryté lunetami, envelopami či čepci (bonnet). Proti rikošetové palbě na ní byly zřizovány traverzy, často duté, též určené pro příruční skladování střeliva. S obrannými prvky příkopu byla spojována krytými komunikacemi.